# Железнодорожная линия Узуново — Рыбное
Узуново — Рыбное — железнодорожная линия Московской железной дороги длиной 68,1 км в Московской и Рязанской областях. Проходит на расстоянии 130—145 км от Москвы (от МКАД). Относится к Московско-Рязанскому региону МЖД.

## Особенности
Линия является хордовой, так как соединяет два радиальных направления МЖД — Павелецкое (станция Узуново) и Рязанское (станция Рыбное).
Проходит недалеко от извилистой границы Московской и Рязанской областей (юго-восток Московской / северо-запад Рязанской), пересекая её 9 раз. Первая по дальности от Москвы хордовая линия за пределами Большого кольца МЖД. Предыдущая по дальности от Москвы хордовая линия Мытищи — Фрязево находится между Малым и Большим кольцами, в Московской области. Других хордовых линий по территории Московской области не проходит.

## Населённые пункты и районы областей
Линия проходит по городским округам Серебряные Пруды, Зарайск и Луховицы (участок чуть более полукилометра) Московской области и по Рыбновскому району Рязанской области. Соединяет город Рыбное, село Узуново, село Макеево; также вблизи линии находятся другие сельские населённые пункты.

## Раздельные и остановочные пункты
Кроме узловых станций Узуново и Рыбное, находящихся на главных ходах радиальных направлений, на линии находятся 7 раздельных пунктов (1 станция, 2 разъезда, 4 путевых поста) и 12 остановочных пунктов (платформ).
Раздельные пункты: станция Узуново, Разъезд 12 км, Разъезд 24 км, Пост 28 км, Пост 35 км, станция Макеево-Московское, Пост 53 км, Пост 59 км, станция Рыбное. По основному характеру и объёму работы Макеево-Московское — промежуточная станция 5 класса, Узуново — участковая 2 класса; Рыбное — сортировочная внеклассная. Все разъезды и путевые посты по объёму работы отнесены к 5 классу. Кроме того, узловые станции Узуново и Рыбное являются станциями стыкования родов тока. Все 9 раздельных пунктов входят в (являются структурными подразделениями) Рязанский центр организации работы железнодорожных станций ДЦС-2 Московской дирекции управления движением. Остановочные пункты в границах раздельных пунктов находятся только на станции и двух разъездах, в границах постов о.п. нет.
На всех восьми перегонах между раздельными пунктами находятся остановочные пункты: Клёмово, Лошатовка, 18 км, 22 км (фактич. имя 21 км), Жоково, Верейкино, 35 км, Латыгоры, Костёнково, 56 км (фактич. имя Козловка), 60 км (фактич. имя Житово), Валищево. В пригородных расписаниях и некоторых схемах также обозначаются ошибочно как остановки электропоездов 7 км, 28 км, 47 км, 59 км, но по факту их нет.
В основном все остановочные пункты оборудованы низкой пассажирской платформой(-ами); но на разъезде 24 км платформы нет, высадка и посадка с земли, на о.п. 53 км платформа высокая, на ст. Узуново одна из платформ высокая, на о.п. Верейкино две платформы (только там происходит скрещение электропоездов на линии), на о.п. Клёмово одна из платформ (южная, у бывшего пути) заброшена.
В списке раздельных пунктов МЖД законсервированными числятся Разъезд 7 км, Разъезд 18 км (ныне о.п.), Разъезд 22 км (ныне о.п.), Разъезд 47 км. Все 5 класса.

## Путевое развитие

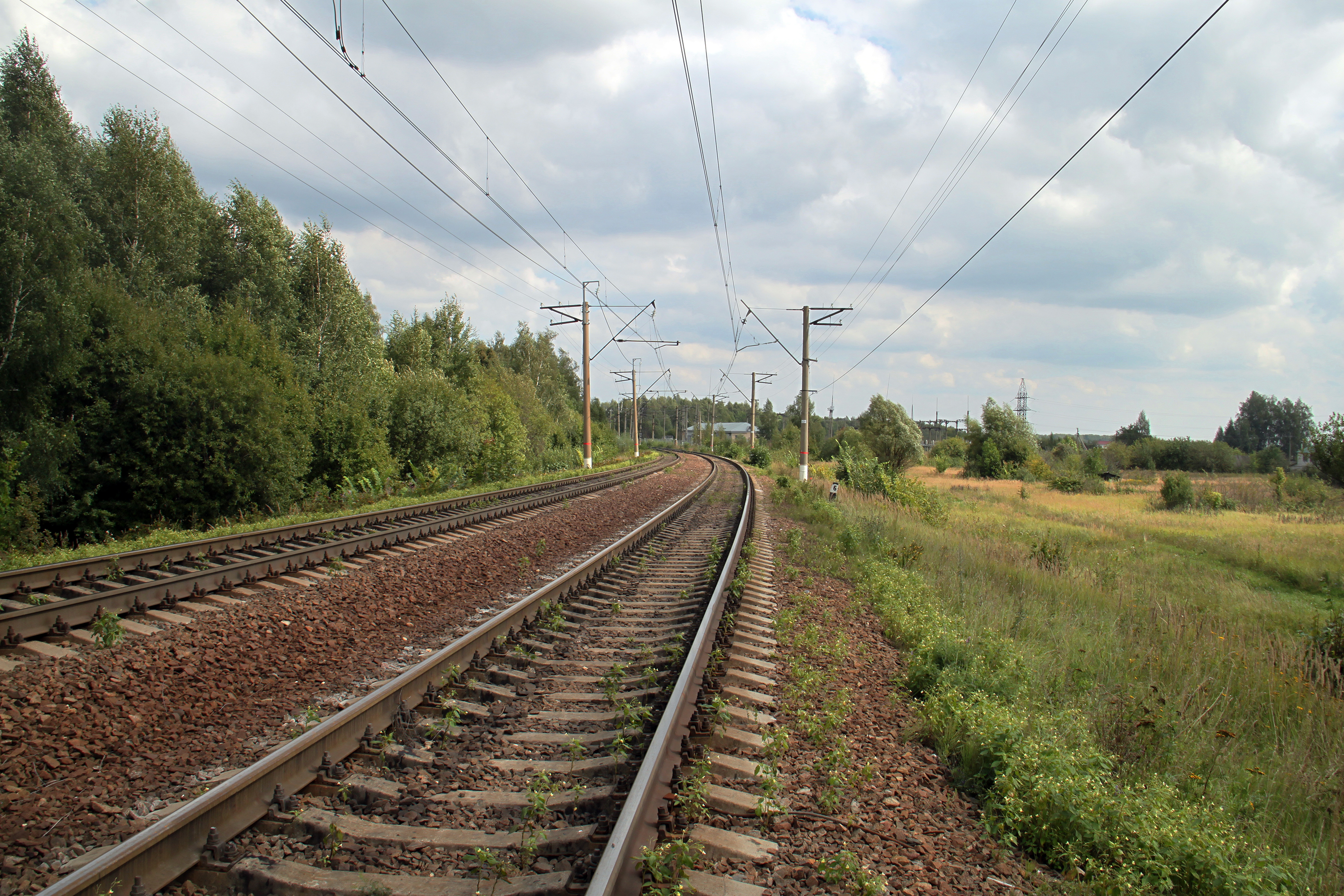
Участок двухпутной вставки в районе пл. Козловка (56 км), вид в сторону Рязани

- На всем протяжении электрифицирована постоянным током 3 кВ.
- На всем протяжении двусторонняя автоматическая блокировка.
- Линия однопутная с двухпутными вставками:

- Два разъезда 12 км и 24 км длиной по 1,4 км
- Двухпутный перегон между постами 28 км и 35 км длиной 7 км
- Трёхпутная станция Макеево-Московское длиной 1,8 км, по одному пути с каждой стороны от главного + несколько подъездных.
- Двухпутный перегон между постами 53 км и 59 км длиной 5,8 км

- Главный путь № II, на двухпутных вставках появляется южный путь № I. Направление на Рыбное нечётное, на Узуново чётное.

Развязки:
- на станции Узуново путь примыкает к главному ходу в сторону Москвы; имеющаяся насыпь для южного пути, проходящая над единственным путём главного хода для примыкания с другой стороны станции, пути не имеет.
- на станции Рыбное пути примыкают к главному ходу в сторону Рязани, и так как движение на Рязанском направлении левостороннее, сначала единственный путь линии разветвляется на два (уже в границах станции), южный путь № I проходит эстакадой над северным путём № II, затем над главным ходом Рязанского направления, затем над крайним восточным путём Рязанского направления, путь № II проходит над крайним западным путём.

Километраж на линии собственный, считается от Узуново. От 0 км до 68,1 км (Рыбное). При этом на станции Узуново километраж Павелецкого направления 155,9 км от Москвы-Пасс.-Павелецкой, продолжающийся и далее на Павелец, на станции Рыбное километраж Рязанского направления 180,5 км от Москвы-Пасс.-Казанской, продолжающийся и далее на Рязань.

## Пригородное движение

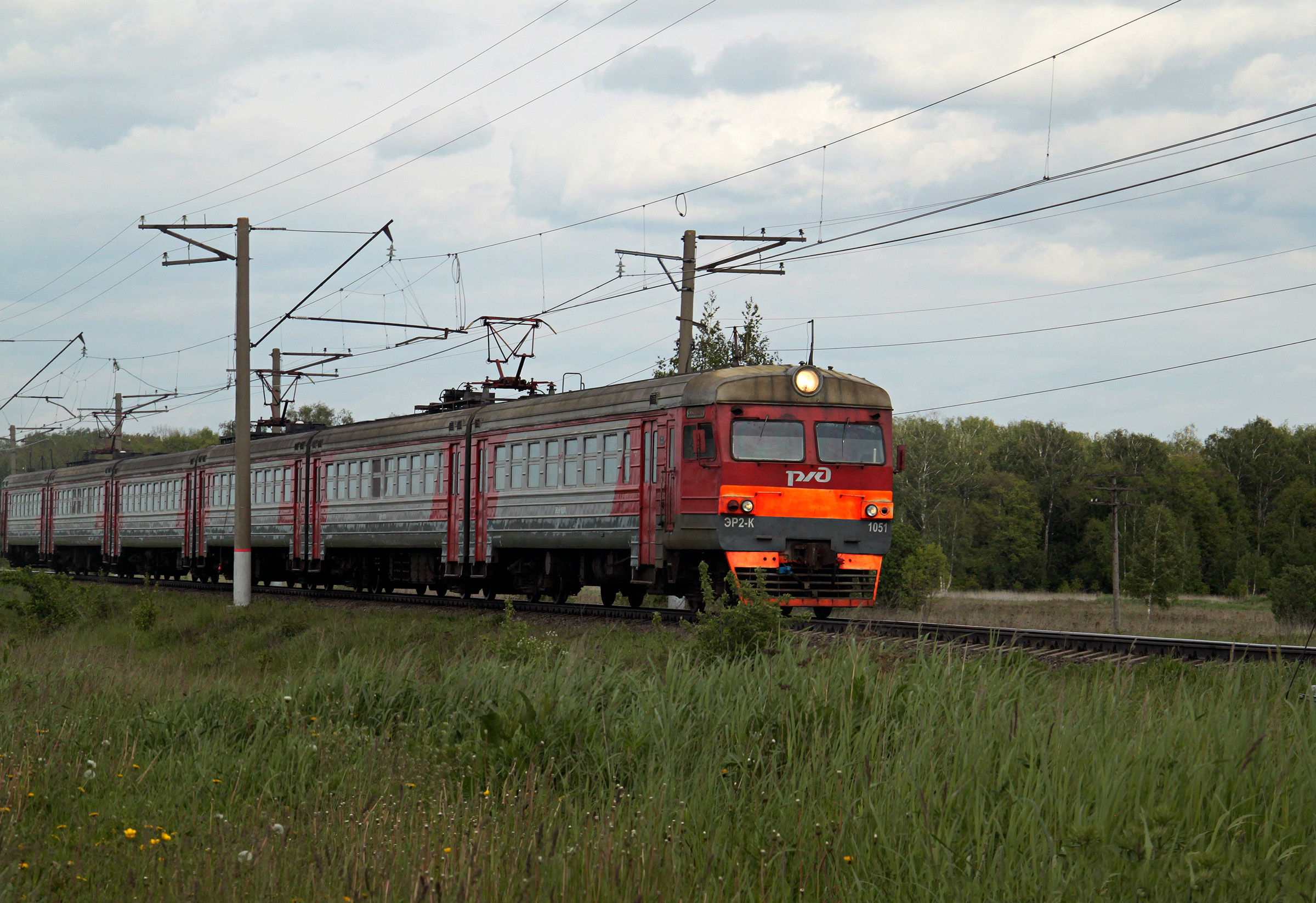
Электропоезд ЭР2-К 1051 Рязань-Узуново на пл. Житово

Работают электропоезда моторвагонного депо ТЧПРИГ-7 Раменское участка Рыбное. По состоянию на зиму 2016—2017 года работает один маршрут по всей линии с выходом на Рязанское направление:
- Узуново — Рыбное — Рязань I (3 пары, проезжает линию примерно за 1 час 42 минуты — 1 час 50 минут)

При ремонтах часть пар сокращается до станции Макеево-Московское. Пропуска остановочных пунктов у рейсов нет.
Ранее в некоторые года на линии работали более длинные маршруты, в том числе с выходом и на Павелецкое направление:
- Ожерелье — Рзд. 59 км, Ожерелье — Макеево, Ожерелье — Рязань II[4]
- Москва-Пасс.-Павелецкая — Рязань (1989 летом по выходным)

При движении по линии пересадка возможна на следующих пунктах:
- Узуново — на электропоезда главного хода Павелецкого направления — прямые на север на Москву-Павелецкую / Каширу-Пасс. и местные на юг на Павелец-Тульский и Троекурово
- Рыбное — на электропоезда главного хода Рязанского направления — прямые на север на Москву-Казанскую / Голутвин и местные на юг на Рязань I / Рязань II

## Пассажирские поезда дальнего следования

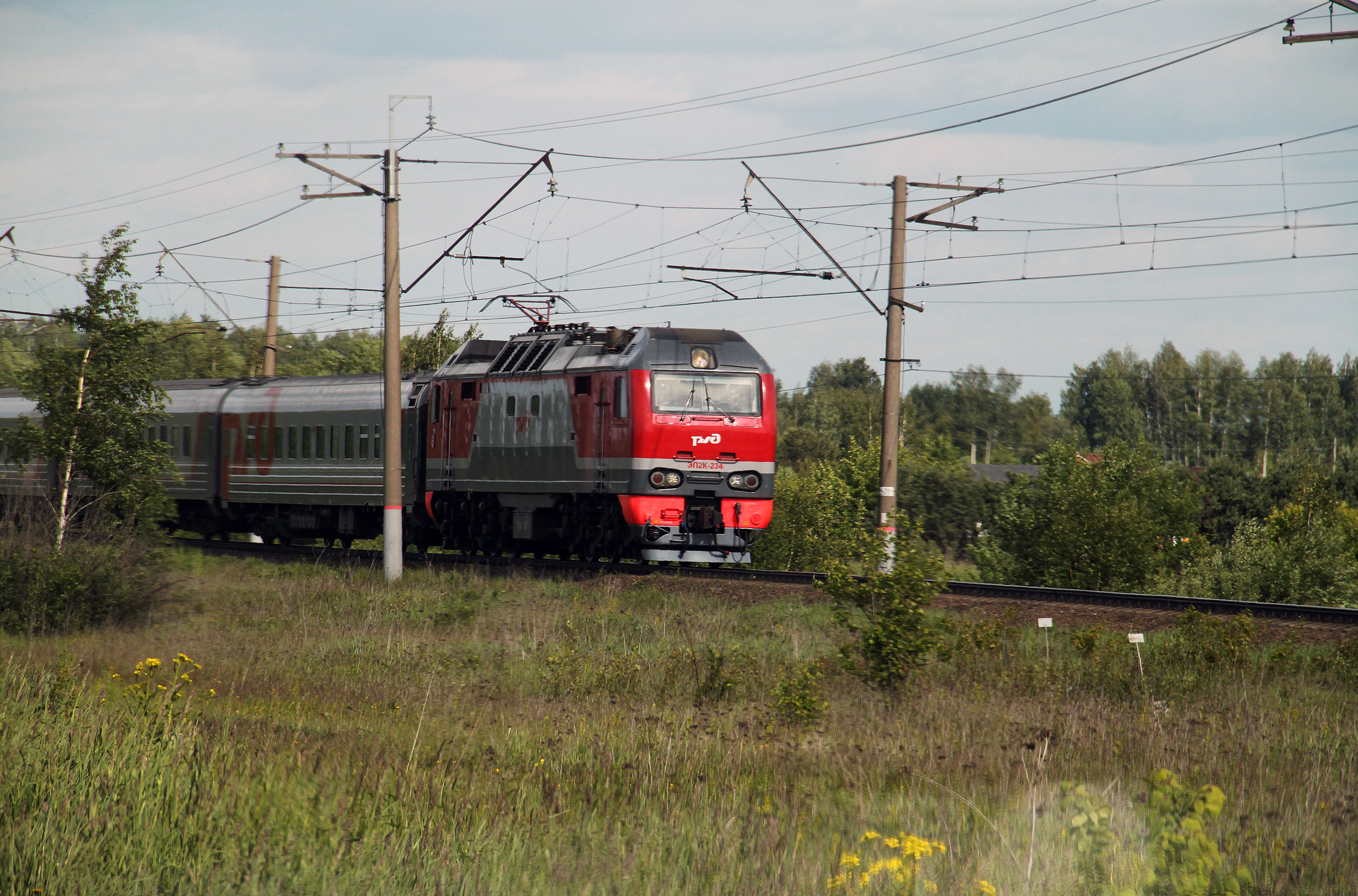
ЭП2К-234, поезд 107Й Уфа — Санкт-Петербург, пл. Козловка

По состоянию на график 2023-2024 по линии проходят следующие пассажирские поезда:
- 093 Москва-Павелецкая — Пенза
- 085/133 Москва-Павелецкая — Махачкала/Дербент

На праздники могут назначаться дополнительные поезда, проходящие по линии, в том числе с тарифной остановкой в Макеево-Московском.

## История
Линия была задумана для разгрузки участка Михнево — Воскресенск — Рыбное (Большое кольцо МЖД + Рязанское направление) от грузовых поездов, следующих между сортировочными станциями Бекасово-Сорт. и Рыбное. Обходным маршрутом предполагался Михнево — Узуново по Павелецкому направлению, и далее до Рыбного по новой хордовой линии.
Чтобы весь маршрут Бекасово-Сорт. — Рыбное был на одном роде тока, 39-километровый участок Ожерелье — Узуново Павелецкого направления, электрифицированный на переменном токе (первым в СССР), был переведён на постоянный ток 3кВ, что является уникальным случаем на советских и российских железных дорогах. Была построена новая станция стыкования Узуново (линяя далее на юг на Павелец осталась на переменном токе). Ожерелье перестало быть таковой. Рациональность перевода на постоянный ток позже (в 2005 году) подвергалась сомнению в связи с планами по электрификации переменным током участка Ожерелье — Елец. Также на участке Ожерелье — Узуново в 1986—1989 годах был построен второй главный путь.
Сама линия Узуново — Рыбное была построена в 1978—1989 годах силами Военно-железнодорожных бригад и электрифицирована на том же постоянном токе 3 кВ. В центральной России это была последняя построенная линия перед началом массовой разборки малодеятельных железных дорог в 1990-х.
Линия проектировалась как двухпутная: нижнее строение пути (насыпь) под два пути на всём протяжении, столбы контактной сети также на всем протяжении ветки под два пути, все искусственные сооружения (опоры мостов и путепроводов) тоже под два пути, в том числе полноценная развязка в Рыбном, меняющая движение на левостороннее и развязка в Узуново. Но линия была построена двухпутной лишь частично (по разным данным, от 50 % до 80 %).
Движение открылось 1 февраля 1989 года: как пригородных электропоездов, так и поездов дальнего следования и, естественно, грузовых.
Но планы по разгрузке Рязанского хода не оправдались, а экономии пробега вагонов на основном направлении Рязань — Бекасово-Сорт. построенная линия не дала. Оказалась неудачной и попытка загрузить её пассажирскими поездами, отправлявшимися от Москвы-Павелецкой на Юго-Восточную железную дорогу и далее; это, напротив, оборачивалось дополнительным перепробегом поездов. В 1990-е годы большая часть двухпутных вставок на линии была разобрана, уменьшено количество путей на единственной станции. В 2000-х годах некоторые вставки были восстановлены. О бывшем втором пути свидетельствуют заброшенная южная платформа Клёмово, законсервированные разъезды 7 км, 18 км, 22 км, 47 км (и заброшенные бывшие посты ЭЦ), маркировка входных светофоров некоторых раздельных пунктов.

## Комментарии
1. ↑  По ТРА и Тарифному руководству № 4 путевой пост имеет имя Разъезд 28 км.
2. ↑  По ТРА и Тарифному руководству № 4 путевой пост имеет имя  Разъезд 35 км.
3. ↑  По ТРА и Тарифному руководству № 4 путевой пост имеет имя Ост. пункт 53 км.
4. ↑  По ТРА и Тарифному руководству № 4 путевой пост имеет имя Путевой пост 59 км. До начала 2014 года имел имя Разъезд 59 км.[1].
5. ↑  Находится рядом с постом 35 км, но вне его границ, на перегоне.